# Saint-Clair-sur-les-Monts
 Saint-Clair-sur-les-Monts  es una población y comuna francesa, en la región de Alta Normandía, departamento de Sena Marítimo, en el distrito de Rouen y cantón de Yvetot.

## Demografía
| 325 | 291 | 385 | 411 | 484 | 560 |
| Para los censos de 1962 a 1999 la población legal corresponde a la población sin duplicidades (Fuente: INSEE [Consultar]) |     |     |     |     |     |